# Microscopio compuesto

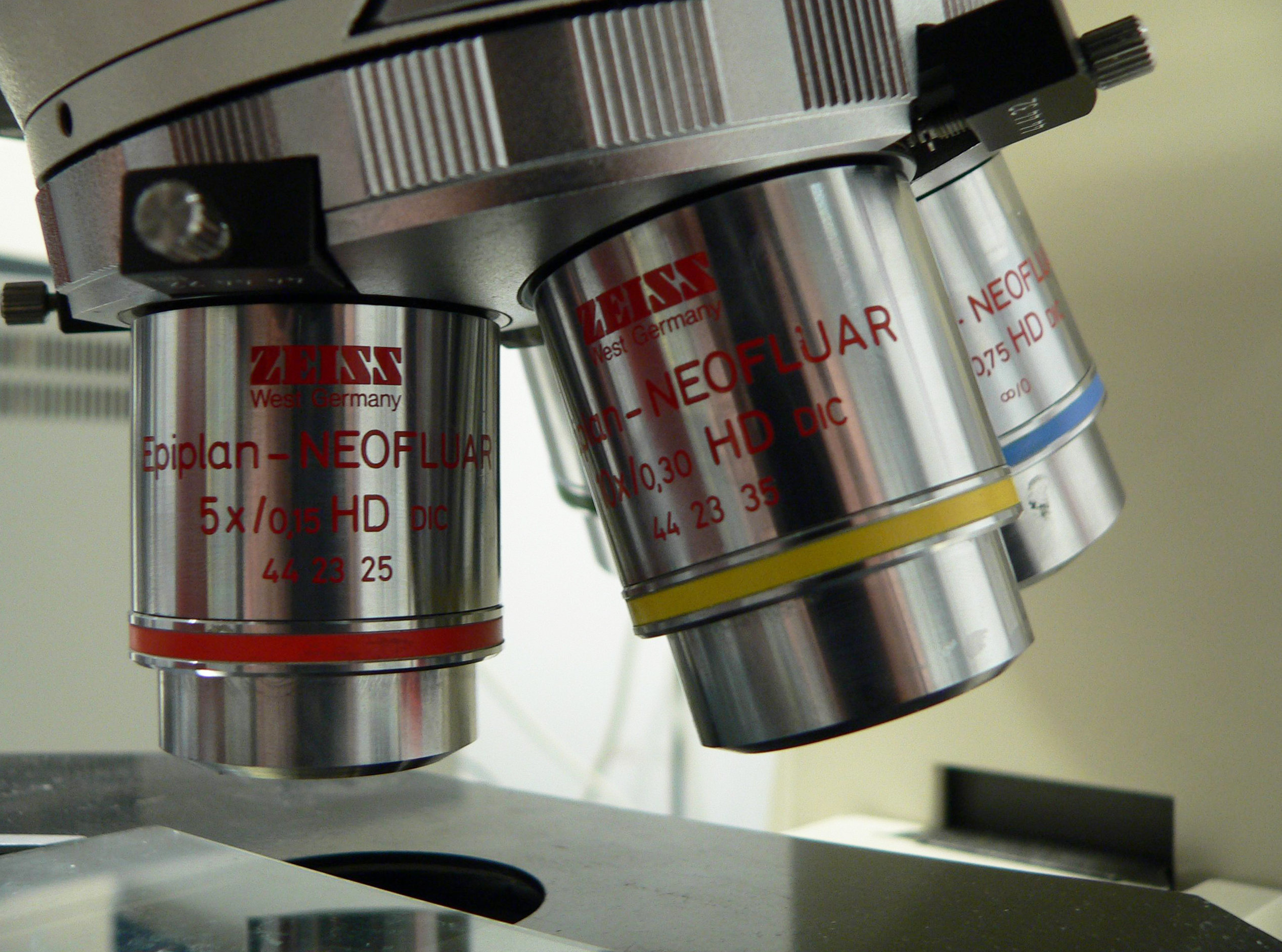
Objetivos de un microscopio moderno.

Un microscopio óptico compuesto, o simplemente microscopio compuesto, es un microscopio que produce una imagen ampliada de una muestra de algo mediante dos sistemas ópticos (hecho cada uno de una o más lentes) que actúan sucesivamente. Se diferencia de un microscopio simple (como una lupa) ya que este último amplía el objeto mediante un solo sistema de lentes (generalmente una sola lente). 
Los microscopios compuestos sirven para ampliar a gran escala (típicamente un microscopio moderno está preparado para elegir ampliaciones de entre 40 y 1000 veces) un objeto transparente, el cual es iluminado desde el otro lado, al trasluz. Se emplean para examinar cosas que no se distinguen a simple vista, como las células de una muestra de sangre o un tejido. Hay una clase especial de microscopios compuestos, los que se llaman lupas binoculares, que se usan para ampliar modestamente (de 4 a 40 veces en general) y para manipular objetos pequeños y opacos iluminados desde el lado del observador, tales como insectos, flores, joyas o el molde inicial de una moneda. 
Los dos sistemas ópticos por los que llamamos compuesto a un microscopio son el objetivo, que proyecta una primera imagen, y el ocular, que amplía la imagen anterior. La mayoría de los microscopios compuestos están dotados de varios objetivos colocados en un dispositivo rotatorio, el revólver, que permite alternar entre ellos; y la mayoría de los microscopios de trabajo y profesionales están dotados además de dos oculares, que amplían la misma imagen, para que la observación prolongada sea más saludable; pero los microscopios no se llaman compuestos por tener más de un objetivo o más de un ocular, sino porque la imagen que ve el observador se ha formado en dos fases, no en una sola, como en un microscopio simple.
Un microscopio compuesto típico tiene elementos ópticos y mecánicos. Los elementos ópticos sirven para formar la imagen y para iluminar la muestra. Por otro lado, los elementos mecánicos controlan la distancia del objetivo a la muestra (enfoque) y el desplazamiento de la muestra ante el objetivo, para la elección del área a examinar. También hay elementos mecánicos implicados en ajustar la iluminación de la muestra.
Existen cuatro tipos de lentes, pero solo tres de ellas producen una imagen; La lente condensadora que se encarga de reúne los rayos e ilumina el lente objetivo enfoca estos rayos para crear una imagen real y magnificada, el lente ocular utiliza esta imagen para crear una imagen virtual y aumentada y por último el cristalino que crea una imagen real e invertida.

## Sistema óptico
Es el encargado de producir la imagen ampliada de la muestra mediante los dos sistemas de lentes que se sitúan en sus extremos. Estos sistemas son el ocular y el objetivo. El objetivo proyecta una primera imagen de la muestra que el ocular luego amplía; esta producción de la imagen en dos fases es la que justifica la expresión microscopio compuesto, distinguiéndolo del microscopio simple (o lupa).

### Objetivo
La mayoría de los microscopios modernos vienen dotados de varios objetivos, que pueden usarse alternativamente, montados en una pieza giratoria, denominada revólver portaobjetivos. Este está construido de manera que el objetivo que se está usando tiene su eje óptico alineado con el del ocular y también con el del condensador. En los microscopios modernos, tanto los de trabajo o investigación como los empleados en la educación, los objetivos se insertan en el revólver por medio de una rosca estándar, lo que permite sustituirlos. El número de objetivos varía con el tipo de microscopio y el uso a que se destina. Los aumentos de los objetivos secos más frecuentemente utilizados son: 4X, 10X, 20X, 40X y 60X. 
Cada objetivo es un objeto cilíndrico que contiene una serie de lentes coaxiales —tienen sus ejes alineados— con un diseño apropiado para producir una cierta ampliación evitando a la vez los dos problemas mayores de todos los sistemas semejantes, también los objetivos fotográficos, por un lado la aberración esférica y por otro la aberración cromática. Un objetivo se califica como acromático si corrige la segunda, evitando cercos de color, y planacromático si corrige adecuadamente las dos. En la mayoría de los casos la corrección de aberraciones se logra por el trabajo combinado de objetivo y ocular.
Los objetivos se distinguen principalmente por la ampliación que está previsto obtener con ellos y por su poder de separación, es decir, su resolución. El poder separador depende de un parámetro llamado abertura numérica. Los objetivos destinados a ampliaciones más pequeñas (típicamente 4X) tienen A.N. de 0,10; los de mayor ampliación (100X) tienen A.N. de 1,25.
Cuanto mayor es la ampliación de un objetivo más debe acercarse este a la muestra. Incluso en objetivos de mediana ampliación, como 40X, la distancia es inferior a un milímetro. En un microscopio la operación de enfocar consiste en ajustar esta distancia. 
Los objetivos de 100 aumentos (100X), y más raramente otros de menor ampliación, suelen ser objetivos de inmersión (y llamamos a los que no lo son objetivos secos). Para el uso de éstos hay que crear entre la muestra y la lente frontal del objetivo, la más cercana a ella, un medio con un índice de refracción continuo (el índice de refracción de un medio transparente mide el grado de desviación que provoca en los rayos luminosos). Para ello se pone sobre la muestra una gota de aceite (clásicamente «aceite de cedro») y se acerca el objetivo a la muestra hasta que su lente frontal queda sumergida en la gota. En la mayoría de los casos entre el objeto observado (por ejemplo una bacteria) y la lente frontal estarán, en este orden, el medio de montaje (una gelatina o una resina), el vidrio cubreobjetos y, por último, el aceite de inmersión.
Las características de un objetivo suelen estar grabadas en un lateral. Las que no faltan son el poder de ampliación (por ejemplo 40X), la abertura numérica (por ejemplo, 0,65), y la distancia a la que proyecta la imagen (por ejemplo 160, porque se da en milímetros). La longitud del tubo óptico y los oculares deben estar ajustados a la misma distancia de proyección.
La lente frontal del objetivo es siempre muy pequeña, menor cuanto mayor su poder de ampliación, y su diámetro es inferior a un milímetro en los objetivos más potentes. Su cuidado, evitando mancharla y limpiándola con medios adaptados, es una parte crítica del mantenimiento del los microscopios, especialmente de los escolares.

### Ocular
En el extremo superior del tubo óptico, el de observación, donde se aproxima el ojo o se monta una cámara, se sitúa el ocular. Un ocular tiene forma cilíndrica y contiene generalmente, como el objetivo, varias lentes coaxiales. A diferencia del objetivo, no se atornilla, sino que se encaja en el tubo óptico como un émbolo, sostenido por su peso, y contenido por un reborde de mayor diámetro en su extremo superior.
Cada ocular lleva grabadas sus características. Nunca falta una de ellas: su poder de ampliación. Se expresa como en el caso de los objetivos con un número seguido de aspas. Los oculares más usados son los de 10X, pero frecuentemente se encuentran los 5X y los 15X. Valores mayores, como 20X, producen ampliaciones más grandes, pero que suelen ser excesivas para la capacidad que tienen los objetivos para resolver el detalle de la muestra, y tienen por ello un uso limitado.
La ampliación total de una observación se obtiene multiplicando la del objetivo por la del ocular. Por ejemplo, con un objetivo de 100X y un ocular 15X, obtenemos una ampliación de 1 500 aumentos (1 500X), que es por cierto la máxima ampliación útil de un microscopio compuesto clásico, dadas las limitaciones de resolución de los objetivos.
La mayoría de los microscopios escolares y muchos de aficionado son monoculares, pero los de rutina (por ejemplo, los usados para examinar muestras médicas) y los de investigación, son binoculares. En estos los rayos luminosos producidos por el objetivo se desdoblan por medio de prismas para dar servicio a dos oculares, de manera que se observa con los dos ojos a la vez. A diferencia de lo que ocurre con unos prismáticos o gemelos de visión lejana (o con el tipo de microscopio compuesto que llamamos lupa binocular) los dos ojos ven exactamente la misma imagen, sin ningún efecto de relieve. Lo que se busca es una observación más descansada, como es exigible por quien pasa horas cada día trabajando con el microscopio.
Algunos microscopios son triloculares, con espacio para tres oculares. En este caso dos se destinan a la observación directa y el tercero al registro fotográfico o videográfico de la imagen producida por el objetivo. En este caso se usan generalmente tres oculares, dos iguales, para los dos ojos, y otro, generalmente de poca ampliación, optimizado para proyectar la imagen sobre el sensor o la película fotográfica.

## Sistema de iluminación
Este sistema tiene como finalidad dirigir la luz natural o artificial de tal manera que ilumine la preparación u objeto que se va a observar en el microscopio de la manera adecuada. Comprende los siguientes elementos:
- Fuente de iluminación: se trata clásicamente de una lámpara incandescente de tungsteno sobrevoltada; en versiones más modernas con leds. Por delante de ella se sitúa un condensador (una lente convergente) e, idealmente, un diafragma de campo, que permite controlar el diámetro de la parte de la preparación que queda iluminada, para evitar que exceda el campo de observación produciendo luces parásitas.
- Espejo: necesario si la fuente de iluminación no está construida dentro del microscopio y ya alineada con el sistema óptico, como suele ocurrir en los microscopios modernos. Suele tener dos caras: una cóncava y otra plana. Goza de movimientos en todas las direcciones. La cara cóncava se emplea de preferencia con iluminación artificial, y la plana, para natural (luz solar). Los modelos más modernos no poseen espejos sino una lámpara que cumple la misma función que el espejo.
- Condensador: está formado por un sistema de lentes, cuya finalidad es concentrar los rayos luminosos sobre el plano de la preparación, formando un cono de luz con el mismo ángulo que el del campo del objetivo. El condensador se sitúa debajo de la platina y su lente superior es generalmente planoconvexa, quedando la cara superior plana en contacto con la preparación cuando se usan objetivos de gran abertura (los de mayor ampliación); existen condensadores de inmersión, que piden que se llene con aceite el espacio entre esa lente superior y la preparación. La abertura numérica máxima del condensador debe ser al menos igual que la del objetivo empleado, o no se logrará aprovechar todo su poder separador. El condensador puede deslizarse verticalmente sobre un sistema de cremallera mediante un tornillo, bajándose para su uso con objetivos de poca potencia.
- Diafragma: el condensador está provisto de un diafragma-iris, que regula su abertura para ajustarla a la del objetivo. Puede emplearse, de manera irregular, para aumentar el contraste, lo que se hace cerrándolo más de lo que conviene si se quiere aprovechar la resolución del sistema óptico.
- Linterna: esta sustituye al espejo en diferentes tipos de microscopios, tiene la función de iluminar la muestra mejor que usando el espejo ya que más cantidad de luz pasa a través de la muestra.

## Trayectoria del rayo de luz a través del microscopio
El haz luminoso procedente de la lámpara pasa directamente a través del diafragma al condensador. Gracias al sistema de lentes que posee el condensador, la luz es concentrada sobre la preparación a observar. El haz de luz penetra en el objetivo y sigue por el tubo hasta llegar al ocular, donde es captado por el ojo del observador.
Propiedades del microscopio
- Poder separador. También llamado a veces poder de resolución, es una cualidad del microscopio, y se define como la distancia mínima entre dos puntos próximos que pueden verse separados. El ojo normal no puede ver separados dos puntos cuando su distancia es menor a una décima de milímetro. En el microscopio viene limitado por la longitud de onda de la radiación empleada; en el microscopio óptico, el poder separador máximo conseguido es de 0,2 décimas de micrómetro (la mitad de la longitud de onda de la luz azul), y en el microscopio electrónico, el poder separador llega hasta 10 Å.
- Poder de definición. Se refiere a la nitidez de las imágenes obtenidas, sobre todo respecto a sus contornos. Esta propiedad depende de la calidad y de la corrección de las aberraciones de las lentes utilizadas.
- Ampliación del microscopio. En términos generales se define como la relación entre el diámetro aparente de la imagen y el diámetro o longitud del objeto. Esto quiere decir que si el microscopio aumenta 100 diámetros un objeto, la imagen que estamos viendo es 100 veces mayor linealmente que el tamaño real del objeto (la superficie de la imagen será 1002, es decir 10.000 veces mayor). Para calcular el aumento que está proporcionando un microscopio, basta multiplicar los aumentos respectivos debidos al objetivo y el ocular empleados. Por ejemplo, si estamos utilizando un objetivo de 45X y un ocular de 10X, la ampliación con que estamos viendo la muestra será: 45X x 10X = 450X, lo cual quiere decir que la imagen del objeto está ampliada 450 veces, también expresado como 450 diámetros.

## Parte mecánica del microscopio compuesto

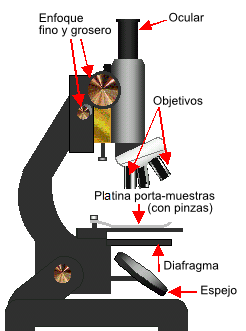
Esquema de un microscopio óptico.

La parte mecánica del microscopio comprende el pie o la base, el tubo, el revólver, el asa, la platina, el carro y los tornillos micrométrico y macrométrico. Estos elementos sostienen la parte óptica y de iluminación; además, permiten los desplazamientos necesarios para el enfoque del objeto.
- El pie y soporte:  contiene la base sobre la que se apoya el microscopio y tiene por lo general forma de Y o bien es rectangular.
- La columna o brazo: llamada también asa, es una pieza en forma de C, unida a la base por su parte inferior mediante una bisagra, permitiendo la inclinación del tubo para mejorar la captación de luz cuando se utilizan los espejos. Sostiene el tubo en su porción superior y por el extremo inferior se adapta al pie.
- El cañón :  tiene forma cilíndrica. El cañón se encuentra en la parte superior de la columna, enfoca el objeto mediante un sistema de cremalleras, las cuales permiten que el tubo se mueva mediante los tornillos.
- El tornillo macrométrico o macroscópico: girando este tornillo, asciende o desciende el tubo del microscopio, deslizándose en sentido vertical gracias a un mecanismo de cremallera. Estos movimientos largos permiten el enfoque rápido de la preparación.
- El tornillo micrométrico o microscópico: mediante el ajuste fino con movimiento casi imperceptible que produce al deslizar el tubo o la platina, se logra el enfoque exacto y nítido de la preparación. Lleva acoplado un tambor graduado en divisiones de 0,001 mm, que se utiliza para precisar sus movimientos y puede medir el espesor de los objetos.
- La platina: es una pieza metálica plana en la que se coloca el objeto que se va a observar. Presenta un orificio, en el eje óptico del tubo, que permite el paso de los rayos luminosos a la preparación. La platina puede ser fija, en cuyo caso permanece inmóvil; en otros casos puede ser giratoria; es decir, mediante tornillos laterales puede centrarse o producir movimientos circulares.
- Las pinzas: son dos piezas metálicas que sirven para sujetar el objeto. Se encuentran en la platina.
- Ajuste óptico: este gira la lente para aumentar o disminuir la visión a través del microscopio
- Torreta giratoria: es una pieza giratoria provista de orificios en los que se enroscan los objetivos. Al girar la torreta, los objetivos pasan por el eje del tubo y se colocan en posición de trabajo, lo que se nota por el ruido de un piñón que lo fija.

## Campo del microscopio

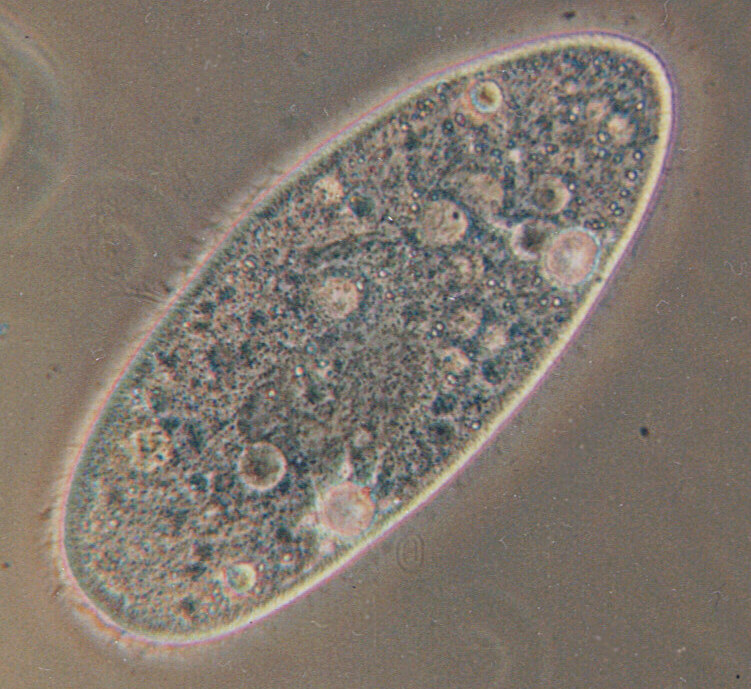
Paramecium aurelia. Microscopio óptico. El mejor conocido de los ciliados. Las burbujas que se ven son vacuolas. Todo el cuerpo está cubierto de cilios, que se ven borrosos debido a la rapidez de sus movimientos.

Se denomina campo del microscopio al círculo visible que se observa a través del microscopio. También podemos definirlo como la porción del plano visible observado a través del microscopio.
Si el aumento es mayor, el campo disminuye, lo cual quiere decir que el campo es inversamente proporcional al aumento del microscopio. Para medir el diámetro del campo del microscopio con cualquiera de los objetivos se utiliza el micrómetro, al que se hará referencia en el siguiente punto.

## Tipos de microscopios
Existen diversas clases de microscopios, según la naturaleza de los sistemas de luz, y otros accesorios utilizados para obtener las imágenes.
El microscopio compuesto u óptico utiliza lentes para ampliar las imágenes de los objetos observados. El aumento obtenido con estos microscopios es reducido, debido a la longitud de onda de la luz visible que impone limitaciones. El microscopio óptico puede ser monocular, y consta de un solo tubo. La observación en estos casos se hace con un solo ojo. Es binocular cuando posee dos tubos. La observación se hace con los dos ojos. Esto presenta ventajas tales como mejor percepción de la imagen, más cómoda la observación y se perciben con mayor nitidez los detalles. 
El científico inglés Robert Hooke (1635-1703) creo un microscopio compuesto y, en su obra titulada "Micrografía", dibujo todos los seres que vio con él.
El Microscopio invertido el sistema óptico de este tipo de microscopio está en posición al revés comparado con un microscopio óptico convencional. La fuente de luz y el condensador están dispuestos sobre la plataforma apuntando hacia abajo; y los objetivos y la torrecilla están debajo de la plataforma apuntando hacia arriba. Las únicas partes que están en una disposición normal son el tubo binocular o trinocular, así mismo la muestra que es colocada sobre la plataforma o platina mecánica. Presenta la ventaja de poder observar cultivos enteros o grandes muestras bajo estados más naturales y con menores condiciones de estrés. 
El Microscopio estereoscópico: es un tipo de microscopio hace posible la visión tridimensional de los objetos. Consta de dos tubos oculares y dos objetivos pares para cada aumento. Este microscopio ofrece ventajas para observaciones que requieren pequeños aumentos. El óptimo de visión estereoscópica se encuentra entre 2 y 40X o aumento total del microscopio.
Microscopio de campo oscuro. Este microscopio está provisto de un condensador paraboloide, que hace que los rayos luminosos no penetren directamente en el objetivo, sino que iluminan oblicuamente la preparación. Los objetos aparecen como puntos luminosos sobre un fondo oscuro.
Microscopio de contraste de fases. Se basa en las modificaciones de la trayectoria de los rayos de luz, los cuales producen contrastes notables en la preparación.
Microscopio de fluorescencia. La fluorescencia es la propiedad que tienen algunas sustancias de emitir luz propia cuando inciden sobre ellas radiaciones energéticas. El tratamiento del material biológico con flurocromos facilita la observación al microscopio.

### Microscopio quirúrgico
El empleo de microscopios quirúrgicos ha permitido que los cirujanos lleven a cabo intervenciones que parecían imposibles, como la reimplantación de un miembro y la cirugía de los ojos y oídos. Estos microscopios son en especial útiles cuando es necesario realinear para unir o reparar fibras nerviosas y vasos sanguíneos individuales. Se usa para operaciones de dificultad.

## Medición a través del microscopio
Muchas veces interesa al observador conocer el tamaño real de los objetos o microorganismos que está observando a través del microscopio. Para estas mediciones pueden utilizarse varios métodos.
Método de los micrómetros. Se utiliza para esto un micrómetro de platina o de objetivo, que consiste en un portaobjetos en cuyo centro se halla una escala graduada (de 2 mm de longitud), con separaciones, entre cada división, de una centésima de milímetro.
Además se utiliza un micrómetro ocular que lleva una escala graduada en décimas de milímetros. Se coloca el micrómetro objetivo sobre la platina y se enfoca el microscopio hasta que las líneas de la escala graduada aparezcan nítidas. Luego se hace superponer la escala del ocular y se toma como referencia las primeras divisiones en que una línea del micrómetro objetivo y una línea del micrómetro ocular coincidan o se superpongan exactamente.
Luego, por simple regla de tres, se calcula el valor en mieras de cada división ocular. Veamos un ejemplo. Si 9 divisiones del micrómetro objetivo (0,09 mm) equivalen a 30 divisiones del micrómetro ocular, cada división del ocular equivaldrá a:
0,09 mm/30 = 0,003 mm = 3 µm
Quiere decir que para el objetivo calibrado y el ocular utilizado, cada división del micrómetro ocular equivale a 3 µm. Una vez obtenido este dato para cada objetivo en la forma que hemos expuesto, teniendo el microscopio ocular podrían hacerse todas las mediciones que se deseen. Para medir, por ejemplo, un Paramecium de una preparación, procedemos así: haremos coincidir los extremos del microorganismo con las divisiones del micrómetro ocular. Si la longitud del organismo es de 75 divisiones del micrómetro ocular, y cada división equivale a 3 µm, la longitud del Paramecium será 75x3= 225 µm. También se pueden efectuar mediciones en el microscopio con cámara clara y utilizando una regla. En realidad, estas medidas no son tan exactas como cuando se utilizan micrómetros por errores que se introducen superponiendo imágenes.

## Mantenimiento del microscopio
El microscopio debe estar protegido del polvo, humedad y otros agentes que pudieran dañarlo. Mientras no esté en uso debe guardarse en un estuche o gabinete, o bien cubrirlo con una bolsa plástica o campana de vidrio. 
Las partes mecánicas deben limpiarse con un paño suave; en algunos casos, este se puede humedecer con xilol para disolver ciertas manchas de grasa, aceite de cedro, parafina, etc. Que hayan caído sobre las citadas partes. 
La limpieza de las partes ópticas requiere precauciones especiales. Para ello debe emplearse papel de óptico que expiden las casas distribuidoras de material de laboratorio ó fotografía o utilizar un paño de algodón. Para el polvillo se puede utilizar una perilla con pincel de pelo de camello. Nunca deben tocarse las lentes del ocular, objetivo y condensador con los dedos; las huellas digitales perjudican la visibilidad, y cuando se secan resulta trabajoso eliminarlas.
Para una buena limpieza de las lentes puede humedecerse el papel de óptica, envolviendo un palillo con algo de punta con una solución de éter/alcohol (70-30 %) y luego pasarlo por la superficie cuantas veces sea necesario. La limpieza de la óptica ha de realizarse en espiral, desde el centro hacia el exterior. El aceite de cedro que queda sobre la lente frontal del objetivo de inmersión debe quitarse inmediatamente después de finalizada la observación. Para ello se puede pasar el papel de óptica impregnado con una gota de xilol. En caso de estar seco debe ponerse la zona a remojo con la solución señalada.
Para guardarlo se acostumbra colocar el objetivo de menor aumento sobre la platina y bajado hasta el tope; el condensador debe estar en su posición más baja, para evitar que tropiece con alguno de los objetivos. Guárdese en lugares secos, para evitar que la humedad favorezca la formación de hongos. Ciertos ácidos y otras sustancias químicas que producen emanaciones fuertes, deben mantenerse alejados del microscopio.

## Conclusiones
Dos lentes convexas bastan para construir un microscopio. Cada lente hace converger los rayos luminosos que la atraviesan. Una de ellas, llamada objetivo, se sitúa cerca del objeto que se quiere estudiar. El objetivo forma una imagen real aumentada e invertida. Se dice que la imagen es real porque los rayos luminosos pasan realmente por el lugar de la imagen. La imagen es observada por la segunda lente, llamada ocular, que actúa sencillamente como una lupa. El ocular está situado de modo que no forma una segunda imagen real, sino que hace divergir los rayos luminosos, que al entrar en el ojo del observador parecen proceder de una gran imagen invertida situada más allá del objetivo. Como los rayos luminosos no pasan realmente por ese lugar, se dice que la imagen es virtual...